# Iurie Leancă
Iurie Leancă (n. 20 octombrie 1963, Cimișlia, RSS Moldovenească, URSS) este un diplomat și politician din Republica Moldova, prim-ministru al Republicii Moldova din 30 mai 2013 până în 10 decembrie 2014 (în exercițiu până în februarie 2015).

## Biografie

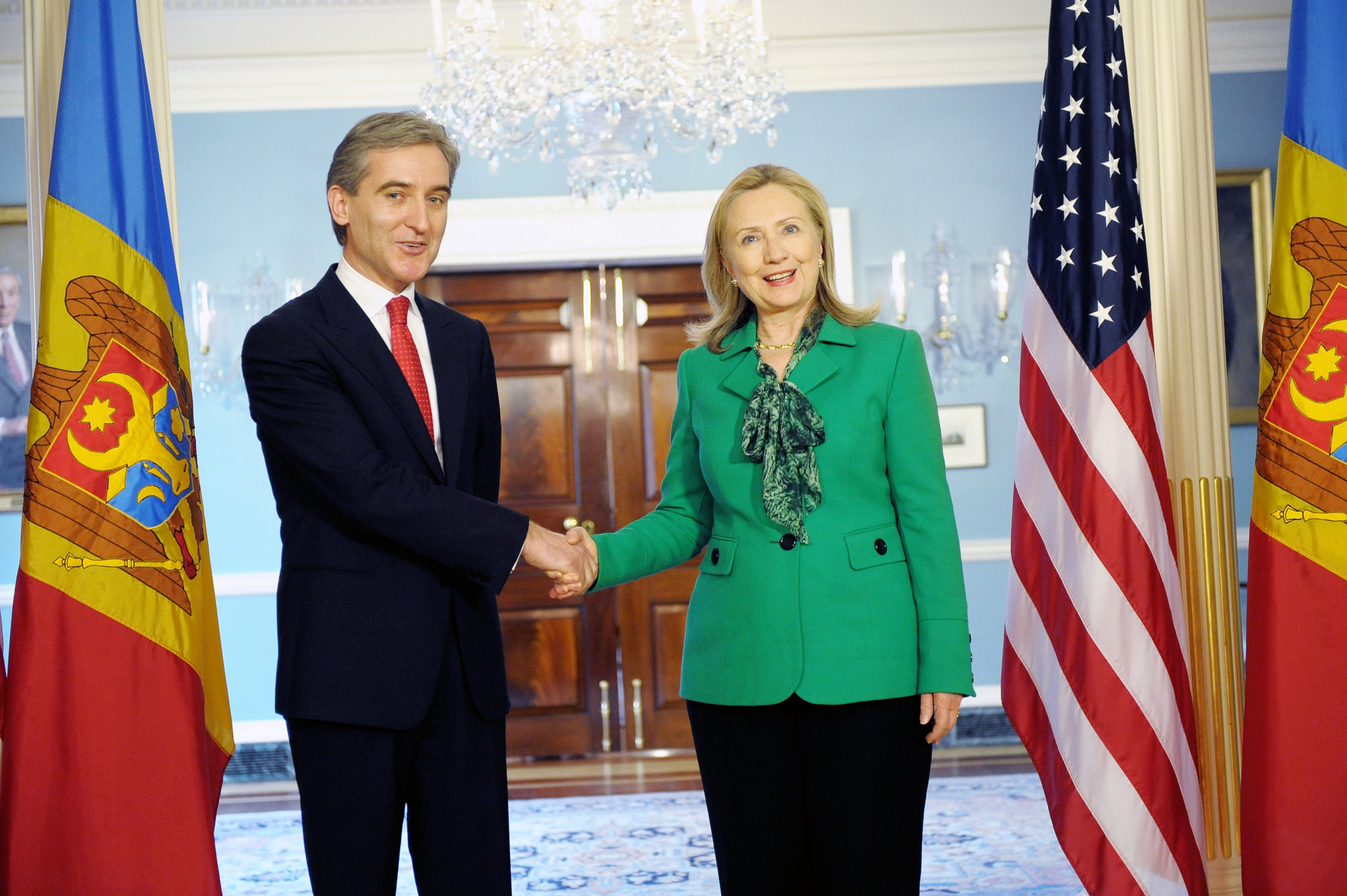
Iurie Leancă și Hillary Clinton

Iurie Leancă s-a născut la 20 octombrie 1963, în orașul Cimișlia, raionul Cimișlia, RSS Moldovenească. Tatăl său este român (moldovean), iar mama de etnie bulgară. Între anii 1981–1986, Leancă a studiat la Institutul de Stat de Relații Internaționale din Moscova.
Și-a început cariera în serviciul diplomatic sovietic, iar în perioada mai-octombrie 1989 a fost funcționar la ambasada Uniunii Sovietice din București, România, în calitate de secretar II. Începând cu 1991, a fost încadrat în Ministerul de Externe al Republicii Moldova. Între 1993 și 1997 a fost ministru-consilier al Ambasadei Republicii Moldova în Statele Unite ale Americii. În 1998 a fost ambasador cu misiuni speciale pentru integrare europeană. Din 1998 până în 1999 a fost ministru adjunct al afacerilor externe, iar din 1999 până în 2001 a fost prim-viceministru al afacerilor externe. În perioada 2001–2005 și apoi 2007–2009 a fost vicepreședintele companiei petroliere moldovenești Ascom Group. Din 2005 până în 2007 a fost consilier superior al Înaltului Comisar OSCE pentru minorități naționale.
Iurie Leancă a devenit membru PLDM în 2009, fiind prezentat presei pe 28 ianuarie, în cadrul unei conferințe de presă. În același an, pentru o scurtă perioadă de timp a fost deputat în Parlamentul Republicii Moldova, după care și-a depus mandatul în favoarea funcției de ministru.
Din 2009 până în 2013 a fost prim-vice prim-ministru și ministru al afacerilor externe și integrării europene al Republicii Moldova.

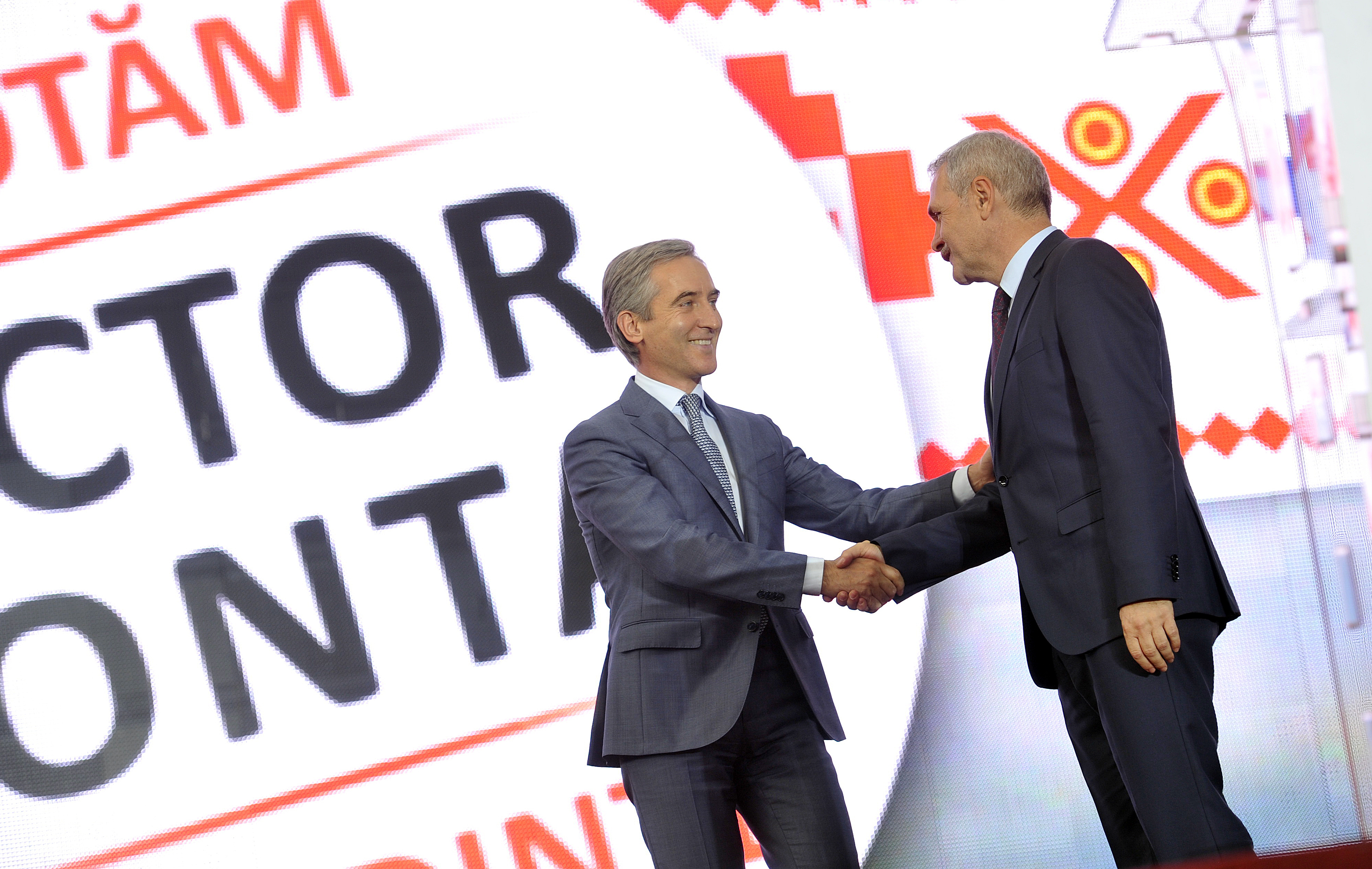
Iurie Leancă împreună cu Liviu Dragnea la lansarea candidaturii lui Victor Ponta pentru alegerile prezidențiale din România din 2014

La 23 aprilie 2013 a fost numit prim-ministru interimar al Republicii Moldova prin decretul Președintelui Nicolae Timofti. Inițial, după 25 aprilie 2013, a asigurat interimatul postului de premier. A fost propus apoi de PLDM pentru un mandat întreg de șef al executivului, iar la 15 mai 2013 a fost desemnat prim-ministru. Pe 10 decembrie 2014 Guvernul Leancă și-a dat demisia, aceasta fiind de fapt o procedură tehnică, în conformitate cu articolul 103 din Constituția Republicii Moldova și articolul 6 din Legea nr.64-XII din 31 mai 1990 cu privire la Guvern, care îl obligă să demisioneze odată cu validarea alegerilor noului parlament. Cabinetul Leancă a fost în exercițiu până în februarie 2015.
Pe 28 ianuarie 2015, Iurie Leancă a fost desemnat de Nicolae Timofti prem-ministru al viitorului guvern al Republicii Moldova, fiind însărcinat cu funcția de a forma un nou cabinet. La 12 februarie 2015, guvernul premierului desemnat Iurie Leancă nu a primit votul de încredere al parlamentului Republicii Moldova, pentru învestirea guvernului votând doar 42 de deputați (membrii Alianței Politice pentru Moldova Europeană), în timp ce numărul minim de voturi necesare era de 51.
Drept consecință, la 26 februarie 2015, Iurie Leancă a anunțat că se retrage din Partidul Liberal Democrat din Moldova. Menționând că chiar dacă nu are banii necesari pentru a crea un partid nou, acesta a decis că în viitorul apropiat își va crea un proiect politic nou:
|  | Am luat decizia de a mă retrage din PLDM și a renunța la mandatul de deputat începând cu ziua de astăzi. În perioada următoare voi anunța cu cine mă pornesc în acest nou proiect și care va fi platforma partidului. |

Ulterior, Leancă a fondat Partidul Popular European din Moldova (PPEM), care a participat la alegerile locale din 2015, obținând 3% din mandatele de primar și 7,6% din cele de consilier. 
În 2017 a fost ales vicepreședinte al Parlamentului.
La alegerile parlamentare din 2019, PPEM nu a participat.
În 2019, PPEM a semnat un protocol cu Partidul Pro România, condus de Victor Ponta, iar Leancă a candidat în România pe listele acestui partid la alegerile europarlamentare.

## Viața personală
Iurie Leancă este căsătorit cu Aida Leancă, cu care are doi fii: Marius și Tristan.
Pe lângă limba română el mai vorbește cinci limbi străine: rusa, engleza, franceza, maghiara și bulgara.

## Alte informații
Cuplul Leancă a fost în relații de prietenie cu cuplul Ion Aldea-Teodorovici și Doina Aldea-Teodorovici.

## Distincții și decorații
Pe 24 iulie 2014 Iurie Leancă a fost decorat cu „Ordinul Republicii” de către Președintele Republicii Moldova, Nicolae Timofti, „pentru contribuții decisive la desăvârșirea obiectivului major de politică externă al Republicii Moldova – asocierea politică și integrarea economică cu Uniunea Europeană”.